# Blauw boomvorkje
Blauw boomvorkje (Metzgeria fruticulosa) is een thalleus levermos behorend tot de familie Metzgeriaceae.

## Determinatie
Blauw boomvorkje is bleekgroen en vormt bleekgroene matten. Het heeft een gevorkte thallus. De thallusranden overwegend vlak, uiteinden afgerond en bevatten onregelmatig verspreid haren. Aan de onderkant van het mos bevinden zicht ook verspreid wat haartjes. De gemmae zijn slechts zelden aanwezig.

## Ecologie
Blauw boomvorkje is vooral te vinden op bomen en struiken met een mineraalrijke schors in bossen en struwelen op voedselrijke, luchtvochtige standplaatsen. Op bomen groeit de soort o.a. op schietwilg, eik, beuk, es en populier, en dan meestal in jonge aanplant, waarbij concurrentie door slaapmossen nog op gang moet komen. In vochtige, oude struwelen van vooral de Duitse dot en de grauwe wilg, maar ook van de katwilg en de bittere wilg kan de soort domineren. Op takken is dan tussen de dichte matten van blauw boomvorkje nog nauwelijks plaats voor andere soorten zoals gewone haarmuts en gekroesde haarmuts. Deze wilgenstruiken behouden ook bij veroudering een harde schors, met een geringe wateropnamecapaciteit. Wellicht krijgen hierdoor in deze struwelen slaapmossen geen voet aan de grond.

## Verspreiding
Het gaat voorspoedig met blauw boomvorkje in Nederland. Lange tijd waren slechts enkele vondsten uit de 19e eeuw bekend (tot 1856), totdat de soort in 1984 werd herontdekt in de Biesbosch. Daarna, vooral vanaf 2000 is het aantal atlasblokken waarin dit levermos is gevonden spectaculair toegenomen. In 2013 zijn echter bij dit tweehuizige levermos voor het eerst in Nederland ook sporenkapsels aangetroffen, in een struweel van grauwe wilg bij Annen in Drenthe. Anno 2013 heeft blauw boomvorkje de status van vrij zeldzaam en staat niet meer op de Rode lijst 2012. Het komt verspreid voor in het gehele land, waarbij het de kuststreken enigszins lijkt te mijden. In sommige gebieden zoals Friesland, de Biesbosch, het Naardermeer en delen van Brabant is de soort plaatselijk algemeen. De uitbreiding lijkt tot voor kort vooral door middel van broedkorrels te hebben plaatsgevonden. 

## Fotogalerij

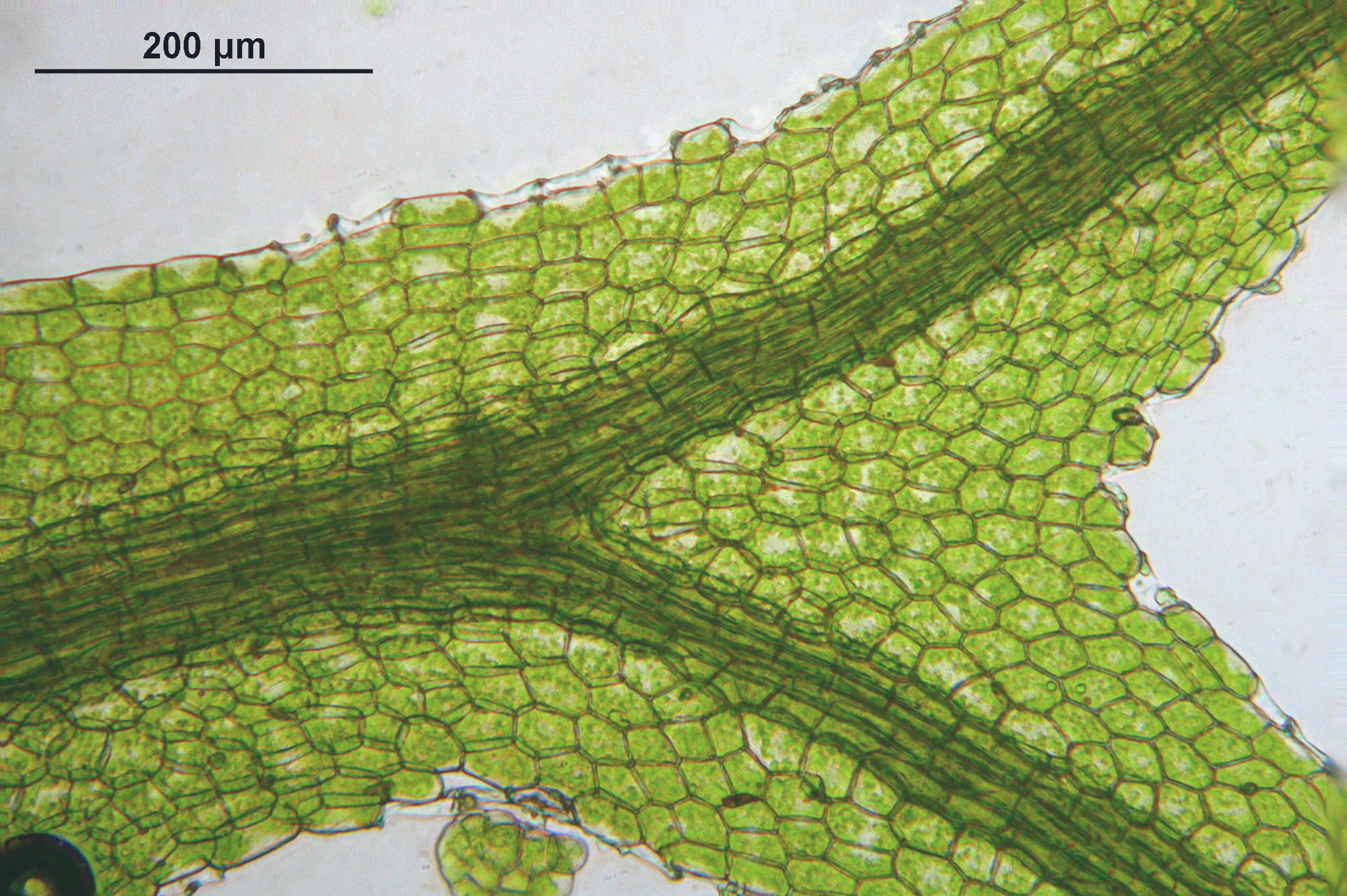
Microscoopopname
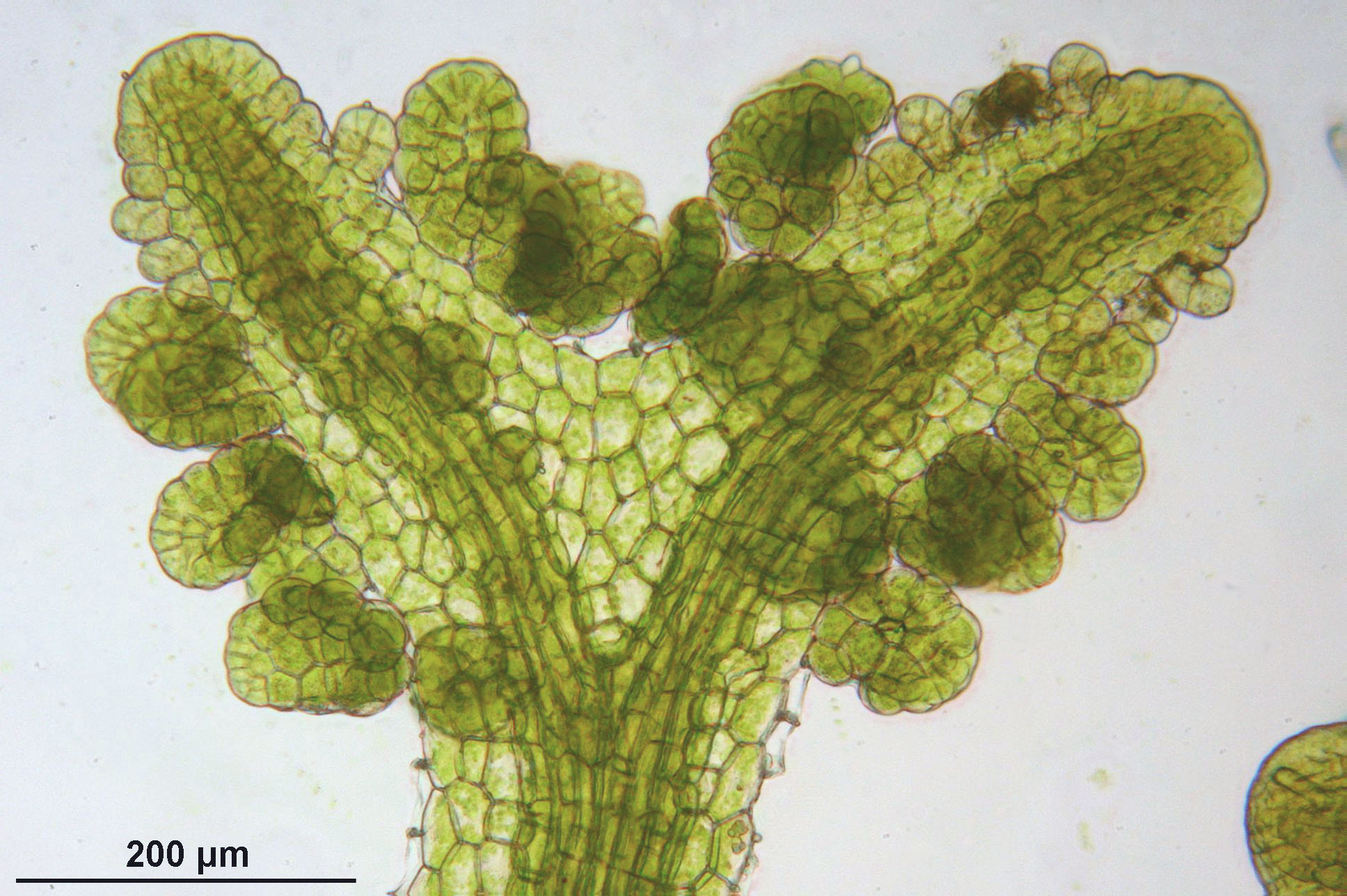
Microscoopopname
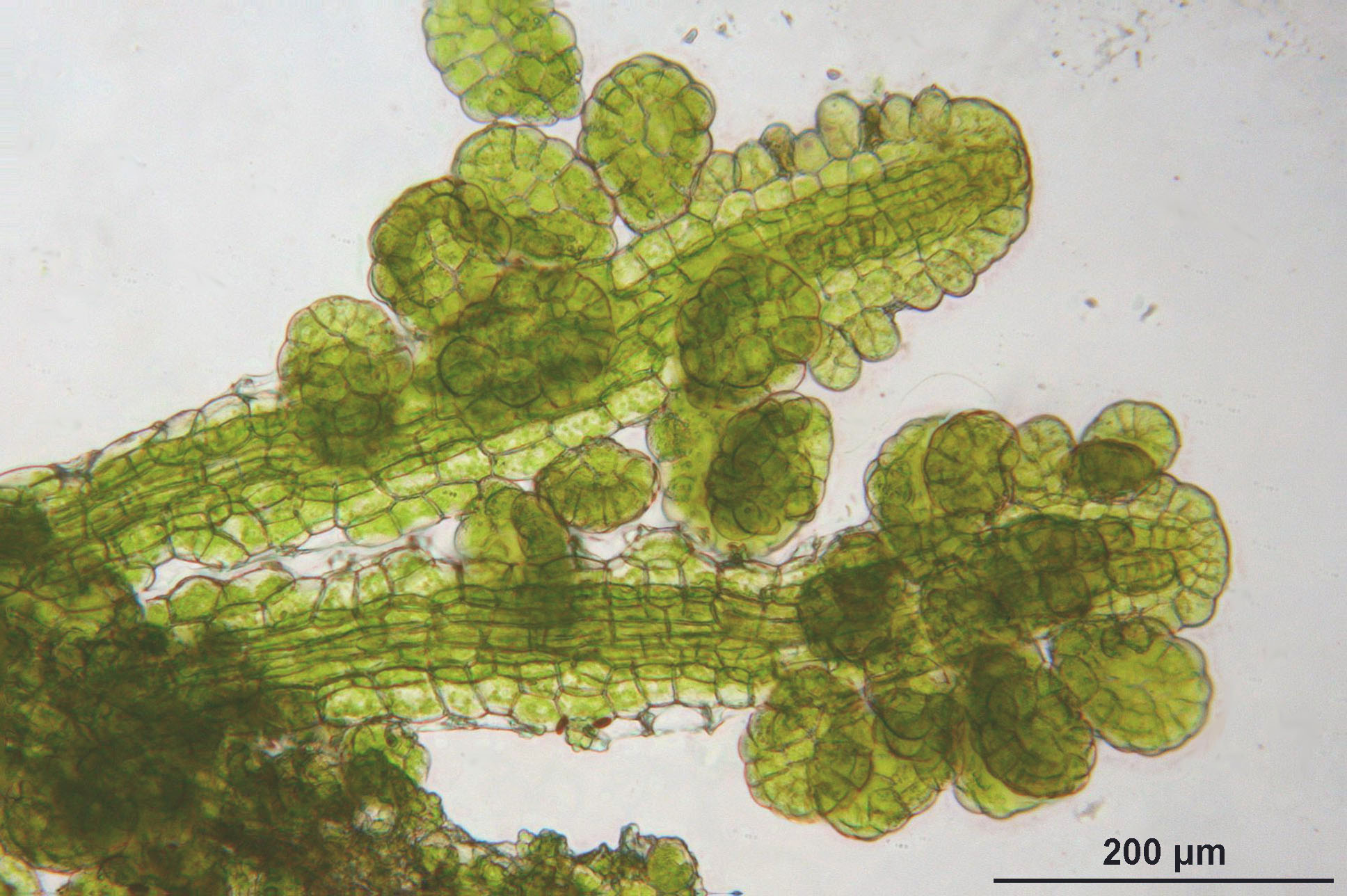
Microscoopopname